# Rajd Nowej Zelandii 1993
Rajd Nowej Zelandii 1993 (24. Rothmans Rally New Zealand) – 24. Rajd Nowej Zelandii rozgrywany w Nowej Zelandii w dniach 5–8 sierpnia. Była to ósma runda Rajdowych Mistrzostw Świata w roku 1993. Rajd został rozegrany na nawierzchni szutrowej. 

## Wyniki końcowe rajdu
| Msc.                   | Kierowca               | Pilot                  | Samochód                  | Czas                   | Strata                 | Grupa                  | Punkty                 |
| Klasyfikacja generalna | Klasyfikacja generalna | Klasyfikacja generalna | Klasyfikacja generalna    | Klasyfikacja generalna | Klasyfikacja generalna | Klasyfikacja generalna | Klasyfikacja generalna |
| ---------------------- | ---------------------- | ---------------------- | ------------------------- | ---------------------- | ---------------------- | ---------------------- | ---------------------- |
| 1                      | Colin McRae            | Derek Ringer           | Subaru Legacy RS          | 6:12.31                | 0.0                    | A8 M                   | 20                     |
| 2.                     | François Delecour      | Daniel Grataloup       | Ford Escort RS Cosworth   | 6:12.58                | +0.27                  | A8 M                   | 15                     |
| 3.                     | Didier Auriol          | Bernard Occelli        | Toyota Celica Turbo 4WD   | 6:13.00                | +0.29                  | A8 M                   | 12                     |
| 4.                     | Carlos Sainz           | Luis Moya              | Lancia Delta HF Integrale | 6:14.38                | +2.07                  | A8 M                   | 10                     |
| 5.                     | Juha Kankkunen         | Nicky Grist            | Toyota Celica Turbo 4WD   | 6:15.26                | +2.55                  | A8 M                   | 8                      |
| 6.                     | Peter Bourne           | Rodger Freeth          | Subaru Legacy RS          | 6:20.46                | +8.15                  | A8 M                   | 6                      |
| 7.                     | Gustavo Trelles        | Jorge del Buono        | Lancia Delta HF Integrale | 6:23.48                | +11.17                 | A8 M                   | 4                      |
| 8.                     | Neil Allport           | Jim Robb               | Mazda 323 GTR             | 6:36.58                | +24.27                 | A8                     | 3                      |
| 9.                     | Joe McAndrew           | Bob Haldane            | Subaru Legacy RS          | 6:43.29                | +30.58                 | A8                     | 2                      |
| 10.                    | Yoshio Fujimoto        | Hakaru Ichino          | Mitsubishi Lancer RS      | 6:43.58                | +31.27                 | N4                     | 1                      |
| PWRC                   |                        |                        |                           |                        |                        |                        |                        |
| 1 (10).                | Yoshio Fujimoto        | Hakaru Ichino          | Mitsubishi Lancer RS      | 6:43.58                | -                      | N4                     | ?                      |
| 2 (11).                | Alessandro Fassina     | Luigi Pirollo          | Mazda 323 GT-R            | 6:46:00                | +2:02                  | N4                     | ?                      |
| 2L WRC                 |                        |                        |                           |                        |                        |                        |                        |
| 1 (22).                | Aleksandr Artemenko    | Viktor Timkovskiy      | Lada Samara               | 7:11:29                | -                      | A6 2L                  | ?                      |
| 2 (23).                | David Black            | Jane Black             | Toyota Corolla AE92       | 7:14:09                | +2:40                  | A6 2L                  | ?                      |
| 3 (34).                | Michael Simmonds       | Alan Glen              | Toyota Corolla AE92       | 7:37:04                | +25:35                 | A6 2L                  | ?                      |

1. ↑  Litera M przy oznaczeniu grupy do której należy samochód oznacza, iż tylko ci kierowcy z grupy A zdobywali punkty dla swoich zespołów liczonych w klasyfikacji producentów na koniec sezonu.

## Klasyfikacja po 8 rundach
Tabele przedstawiają tylko pięć pierwszych miejsc.

### Kierowcy
| Lp. | Kierowca          | Pkt |
| --- | ----------------- | --- |
| 1   | Francois Delecour | 82  |
| 2   | Juha Kankkunen    | 71  |
| 3   | Massimo Biasion   | 66  |
| 4   | Didier Auriol     | 47  |
| 5   | Colin McRae       | 44  |

### Producenci
| Lp. | Producent  | Pkt |
| --- | ---------- | --- |
| 1   | Toyota     | 111 |
| 2   | Ford       | 111 |
| 3   | Lancia     | 67  |
| 4   | Subaru     | 56  |
| 5   | Mitsubishi | 47  |